# Pfarrkirche Petzenkirchen

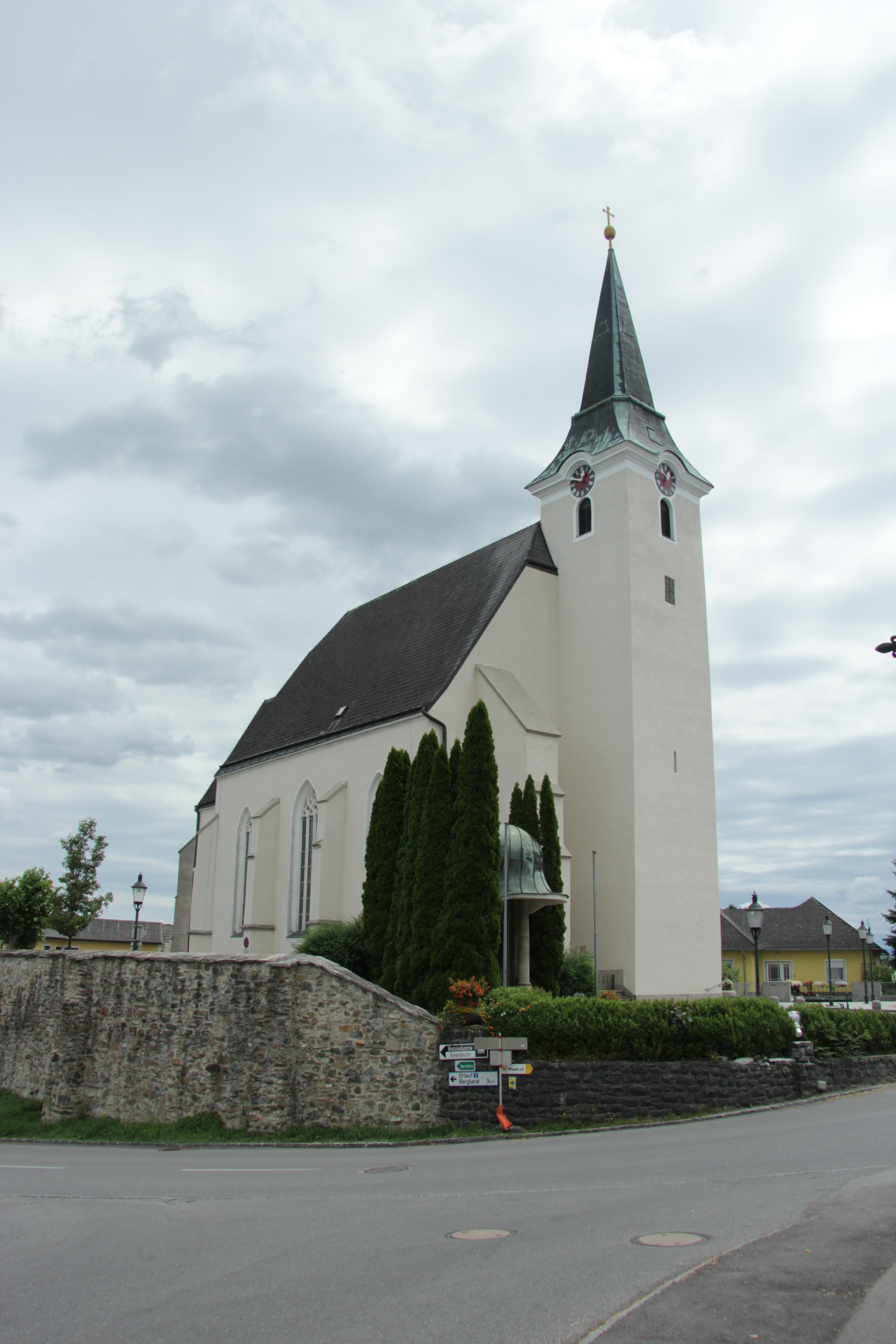
Katholische Pfarrkirche hl. Stephanus in Petzenkirchen

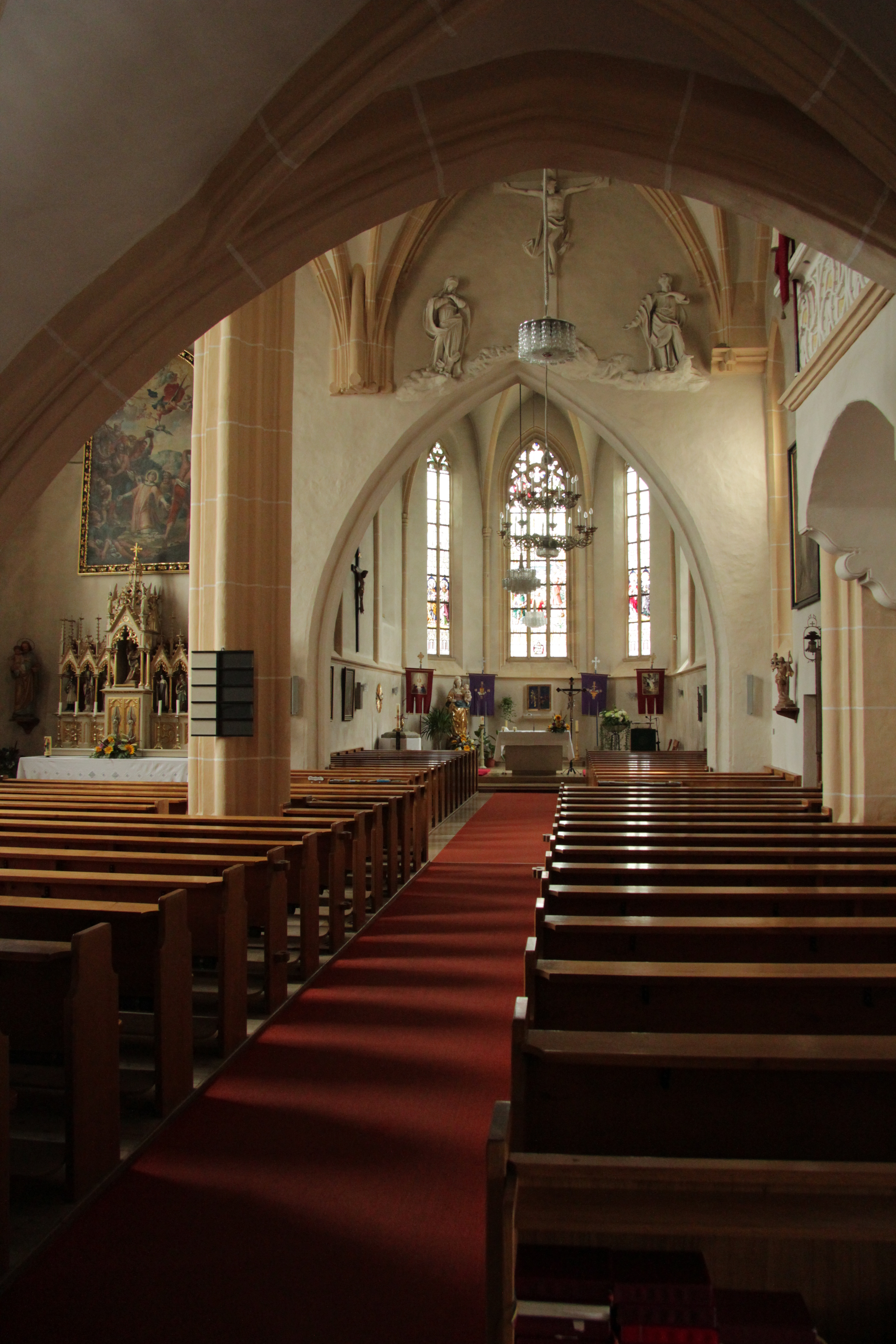
Rechtes Langhaus: Blick zum Triumphbogen und Chor

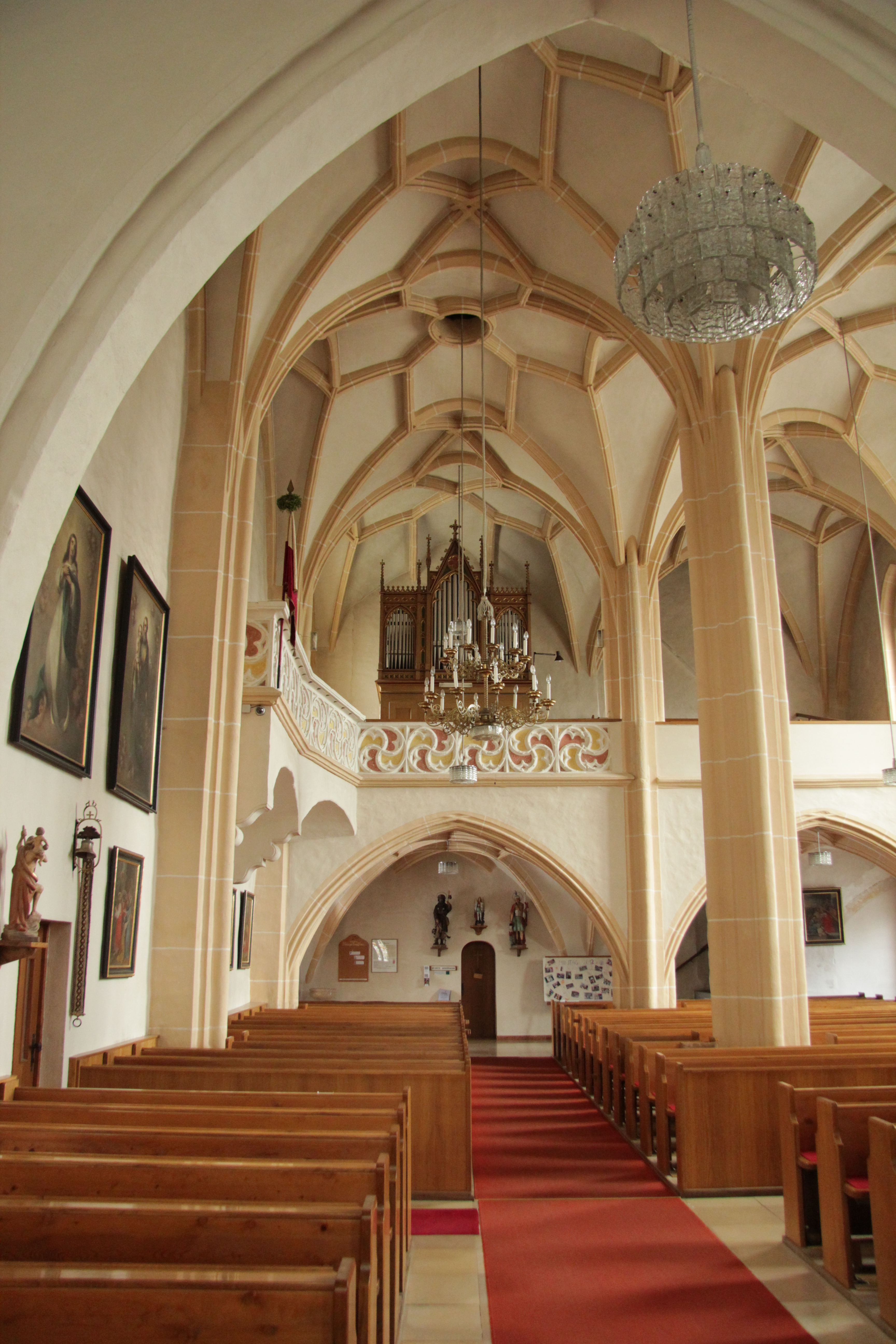
Langhaus: Blick zur Orgelempore und balkonartiger Emporenerweiterung

Die Pfarrkirche Petzenkirchen steht erhöht in der Mitte des Ortes auf dem Kirchplatz in der Marktgemeinde Petzenkirchen im Bezirk Melk in Niederösterreich. Die dem Patrozinium des heiligen Stephanus unterstellte römisch-katholische Pfarrkirche gehört zum Dekanat Ybbs in der Diözese St. Pölten. Die Kirche steht unter Denkmalschutz (Listeneintrag).

## Geschichte
Die Pfarre ist eine Gründung vom Bistum Passau im Anfang des 11. Jahrhunderts. Urkundlich wurde die Kirche 1159 von Bischof Konrad von Passau dem Passauer Domkapitel übertragen.
An das spätgotische zweischiffige Hallenlanghaus um 1500 mit einem wohl im Kern älteren Westturm schließt ein leicht achsenverschobener asymmetrisch an des rechtsseitige Langhausschiff gesetzte Langchor aus 1470 an. 1991 war eine Restaurierung.

## Architektur
Das Kirchenäußere zeigt sich mit einem ungegliederten Langhaus mit zweibahnigen Maßwerkfenstern im Südwesten mit durchgesteckten Astwerkstäben, im Norden mittig dreibahnig, im Südwesten eine Sonnenuhr in Kratzputz von Johann Scheiblauer aus den 1950er Jahren. Im Süden des Langhauses besteht ein breiter Anbau unter einem Halbwalmdach mit Spitzbogen- und Rundbogenfenstern mit Maßwerk um 1900. Der kreuzgratgewölbte Portalvorbau aus dem Anfang des 16. Jahrhunderts hat einen Türflügel aus 1900, das Nordportal hat ein Schulterportal in einem profilierten Spitzbogen aus dem Ende des 15. Jahrhunderts. Der Chor mit massigen Strebepfeilern hat die gleiche Traufhöhe wie das Langhaus, er hat zweibahnige schmale Maßwerkfenster, im Osten profiliert dreibahnig mit zentralem Vierpass und radial angeordneten Dreipässen. Der Westfront ist asymmetrisch am rechten Rand ein massiger ungegliederter Turm vorgestellt und in das Mauerwerk der Westfront eingestellt, er hat kleine Uhrengiebel und trägt einen Spitzhelm aus dem 19. Jahrhundert.
Neben der Kirche steht eine Statue hl. Stephanus von Josef Kaiser 1992.
Das Kircheninnere zeigt eine weite helle zweischiffige dreijochige Langhaushalle unter einem Netz- und Sternrippengewölbe teils mit Durchstäbungen auf zwei übereck gestellten Freipfeilern und Wandpfeilern mit Rundvorlagen. Die spätgotische netzrippenunterwölbte Westempore ist in der Linie eines Freipfeilers mit zwei profilierten Spitzbogen zum Langhaus geöffnet, im Süden besteht bis zum zweiten Joch eine balkonartig über Konsolen vorgezogener Emporenbereich, mit Blendmaßwerk mit Drehwirbel und Astwerk. Der Aufgang zur Empore ist mit Spiralstab und Handlauf. Der spitzbogige Triumphbogen ist eingezogen. Der breite zweijochige Chor hat einen Fünfachtelschluss und ein leicht überhöhtes Kreuzrippengewölbe aus Diensten und einem umlaufenden Kaffgesims.
Über dem Triumphbogen befindet sich ein barockes Hochrelief in Stuck Kreuzigung mit Maria und Maria Magdalena. Die Glasmalereien zeigen im Chor Steinigung des hl. Stephanus, darüber Dreifaltigkeit, Peter und Paul, Barbara und Klara, geschaffen von Ostermann und Hartwein 1906.

## Ausstattung
Der Volksaltar aus 1969 hat einen integrierten Tabernakel. Der Seitenaltar von 1907 ist der frühere Hochaltar.
Die Orgel in einem dreiteiligen neugotischen Gehäuse baute Leopold Breinbauer 1889.

## Grabdenkmäler
- Außen zwischen Turm und den westlichen Stützpfeilern befinden sich reliefierte Stelengiebel eines römischen Grabbaues mit Adler und Tympanon und figural dekoriertem Fries aus dem 2. Jahrhundert.
- Außen links davon ein gemauertes Teil eines Grabsteines mit Relief Kreuzigung und Stifterfamilie aus dem Ende des 16. Jahrhunderts.
- Außen rechts davon eine Inschrifttafel Hans Adam Khirchweger 1672.
- Innen Christoph Concin mit Wappenrelief 1558.
- Innen ein großer Grabstein Adam Hager mit Wappenrelief und Umschrift in gotischen Minuskel 1432.